# Тегелтия, Зоран
Зоран Тегелтия (босн. Zoran Tegeltija, род. 29 сентября 1961 года, Мрконич-Град, ФНРЮ) — боснийский и сербский политик. Доктор философии. Член партии Союз независимых социал-демократов. Действующий премьер-министр Боснии и Герцеговины с 23 декабря 2019 по 25 января 2023 года. Министр финансов Республики Сербской с 29 декабря 2010 года по 18 декабря 2018 года в правительстве Александра Джомбича, первом и втором правительствах Цвиянович. Мэр города Мрконич-Град в 2004—2008 годах Депутат Народной скупщины Республики Сербской в 2000—2002 годах и с 2014 года по настоящее время.

## Биография
Родился 29 сентября 1961 года в городе Мрконич-Град.
Окончил начальную школу и гимназию в городе Мрконич-Град. В 1986 году окончил экономический факультет Сараевского университета, в 2007 году получил степень магистра по международной экономике, в 2008 году — степень доктора философии (Ph.D) по экономике в частном Альфа БК университете в Белграде в Сербии.
В 1986—1989 годах работал на Бродском нефтеперерабатывающем заводе, в 1989—1992 годах — в Налоговой службе Боснии и Герцеговины, в 1992—1994 годах — в Налоговой службе  Республики Сербской, в 1994—2004 годах — в Таможенном управлении Республики Сербской. В 2004—2008 годах возглавлял городской совет Мрконич-Града.
В 1998 году вступил в Союз независимых социал-демократов. В 2000—2018 годах возглавлял региональное отделение партии в Мрконич-Граде, с 2001 года — член центрального совета партии, с 2005 года — член президиума партии.
В 2000—2002 годах — депутат Народной скупщины Республики Сербской 5-го созыва. С 2014 года по настоящее время депутат Народной скупщины 9-го и 10-го созывов.
В 2009 году был избран председателем Баскетбольного союза Республики Сербской.
29 декабря 2010 года избран Народной скупщиной министром финансов Республики Сербской в правительстве Александра Джомбича, 12 марта 2013 года — в первом, а 18 декабря 2014 года — во втором правительствах Цвиянович.
Президиум Боснии и Герцеговины, состоящий из Шефика Джаферовича, Желько Комшича и Милорада Додика, назначил Зорана Тегелтию премьер-министром. 23 декабря 2019 года кабинет Тегелтии принёс присягу.
25 января 2023 года, после формирования нового Совета министров под председательством Боряны Кришто, Тегельтия был назначен новым министром финансов и казначейства, а также заместителем председателя Совета министров в правительстве Кришто.
Женат, имеет двух детей.